# Seabridge
Il Seabridge è  un traghetto appartenente alla compagnia di navigazione Lider Line.

## Caratteristiche
La nave può trasportare 830 passeggeri e 221 automobili. Lunga circa 125 metri e larga 18,5, ha una stazza lorda di 9.183 tonnellate. Dispone di 189 cabine, 2 bar, ristorante self-service, negozio, area bambini e una piccola piscina. Originariamente orientata maggiormente al trasporto di merci, nel 1991 fu sottoposta a importanti lavori di ristrutturazione presso i cantieri I.N.M.A. di La Spezia, che ne modificarono pesantemente la linea con l'aggiunta di sistemazioni passeggeri a poppa.

## Servizio

La nave in configurazione originale come Espresso Cagliari, in servizio per Trans Tirreno Express.

Seconda di una serie di quattro unità gemelle, la nave fu varata il 6 agosto 1973 con il nome di Espresso Cagliari presso il Cantiere navale Luigi Orlando di Livorno. Fu consegnata l'anno seguente alla Trans Tirreno Express S.p.A, entrando in servizio tra Livorno e Olbia. Nel 1980 fu venduta alla Tirrenia di Navigazione, venendo però subito noleggiata all'Adriatica di Navigazione ed entrando in servizio sulla linea Venezia - Il Pireo - Alessandria d'Egitto con il nome di Espresso Egitto.
Nel 1991 la nave fu ristrutturata radicalmente ai cantieri INMA di La Spezia, tornando in servizio a giugno con il nome di Egitto Express. Nel 1993 fu spostata ai collegamenti tra Italia e Grecia, compiendo le rotte da Brindisi, Ancona o Venezia per Igoumenitsa e Patrasso. Nelle estati 2001 e 2002 fu noleggiata alla Hellenic Mediterranean Lines, che la utilizzò sulla Brindisi - Igoumenitsa. Inserita temporaneamente sui collegamenti con l'Albania, a ottobre fu noleggiata per un breve periodo a Tirrenia, sostituendo le unità della Classe Strade Romane sulla Genova - Olbia.
Terminato il noleggio per Tirrenia, la nave tornò stabilmente sui collegamenti tra Italia e Albania, facendo scalo nei porti di Bari e Durazzo, fino al marzo 2004, quando fu posta in disarmo a Trieste. In estate fu venduta alla neonata compagnia di navigazione Adria Ferries, che la ribattezzò Riviera del Conero e la mise in servizio tra Ancona e Durazzo. Nel 2005 la nave ebbe dei problemi meccanici, tornando in servizio solo nella primavera successiva.
Tra il 2010 e il 2011 la nave è stata sottoposta a ulteriori lavori per ottemperare al cosiddetto "accordo di Stoccolma", che impone una maggiore stabilità alle navi traghetto sulla base di parametri che tengono conto dell'altezza massima delle onde registrata nell'area in cui una determinata nave opera: sono state quindi aggiunte, a poppavia, due controcarene e una coda d'anatra e, nel frattempo, ha preso temporaneamente bandiera cipriota. Solo un anno più tardi è tornata a battere bandiera italiana, cambiando nome in AF Michela.

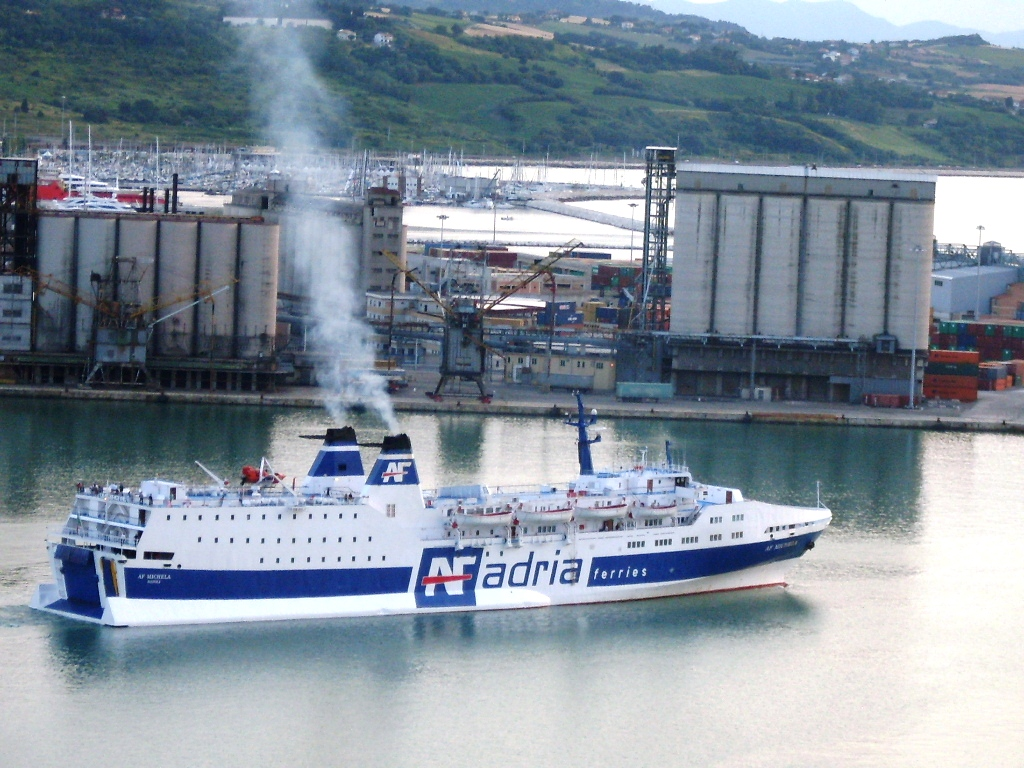
L'AF Michela in arrivo ad Ancona nel 2013.

Ad aprile 2015 la nave è stata venduta a Traghetti delle Isole, venendo ribattezzata Lampedusa e mandata in riparazione a Palermo. 
Il 22 gennaio 2016, assunta la nuova livrea, è entrata in servizio tra Porto Empedocle e le isole Pelagie (porti di Linosa e Lampedusa), raddoppiando le corse giornaliere già effettuate dal Sansovino.
Dopo poco tempo è stata trasferita sulla linea Trapani-Pantelleria, sulla quale opera con frequenza giornaliera: il motivo di questa scelta pare sia legato all'altezza della nave, poiché, essendo il molo di attracco a Lampedusa allineato con la pista dell'aeroporto, creava problemi in fase di decollo e atterraggio dei velivoli. 
A novembre 2017 la nave viene messa in disarmo in seguito a problemi ai motori. Ad aprile 2019, dopo un anno e mezzo di avaria, il traghetto è stato riparato tornando in servizio sulla tratta Trapani-Pantelleria in sostituzione del traghetto Pietro Novelli, fermo anch'esso per un'avaria al motore. Il 17 maggio 2019 il traghetto entra nel bacino di carenaggio di Augusta per lavori di manutenzione.
A gennaio 2020, in seguito all'acquisizione di Traghetti delle Isole da parte del gruppo Caronte & Tourist, la nave viene trasferita in flotta Siremar, pur mantenendo la livrea della precedente compagnia.
Dal 22 agosto al 9 settembre 2020 il traghetto ha operato sulla linea che collega Porto Empedocle alle isole Pelagie al posto del Sansovino, fermo a causa del cedimento del portellone centrale poppiero. Il 19 marzo 2021 il traghetto è rientrato ai cantieri navali di Palermo per lavori di manutenzione, sostituito nel frattempo dal Pietro Novelli.
Dall'8 al 27 luglio 2021 il Lampedusa è stata reimpiegata sulla tratta che collega Porto Empedocle alle isole Pelagie in sostituzione del Sansovino, stavolta fermo a causa di un'avaria ai motori.
Il 12 settembre 2024 viene venduto alla Lider Line , dalla quale viene ribattezzato Seabridge il 22 ottobre. Successivamente viene trasferito a Unye, dove si trova tutt'oggi in attesa di prendere servizio nei collegamenti tra Trebisonda e Soči.

## Navi gemelle
- Grecia
- Venezia
- Express Pegasus